# Dschamal Abu al-Dschadyan
Dschamal Abu al-Dschadyan (arabisch جمال أبو الجديان, DMG Ǧamāl Abū l-Ǧadyān; * 1958; † 11. Juni 2007 in Bait Lahiya) war ein palästinensischer Politiker und Mitbegründer der al-Aqsa-Märtyrerbrigaden. Sein Beiname lautete Abu Mahir.

## Leben
Abu al-Dschadyan wurde im Jahr 1958 geboren. 1975 trat er der Fatah bei. Zwei Jahre später wurde er verhaftet und 1978 zu zehn Jahren Haft verurteilt. 1988 wurde er aus der Haft entlassen. Auch das Jahr 1989 verbrachte er im Gefängnis. 1990 wurde er in den Libanon ausgewiesen und ging nach Algerien. 1994 ging er in den Gazastreifen und war dort im Rang eines Majors für die Force 17 tätig. Im Jahr 2002 wurde er Kommandant der al-Aqsa-Märtyrerbrigaden im Gazastreifen. Im Folgejahr wurde er Generalsekretär der Fatah im nördlichen Gazastreifen.
Das Anwesen Abu al-Dschadyans wurde am 11. Juni 2007 von Mitgliedern der Kassam-Brigaden vier Stunden lang belagert. Das Anwesen wurde zerstört, Abu al-Dschadyan getötet und zahlreiche Mitglieder seiner Familie wurden verletzt. Der Tod des Politikers war ein Racheakt der Hamas und Teil des eskalierenden, bürgerkriegsähnlichen Machtkampfs zwischen Hamas und Fatah im Frühsommer 2007 im Gazastreifen. Sein Tod führte wiederum zu zahlreichen Racheakten der Fatah-Bewegung im Gazastreifen mit mehreren Toten. Palästinenserpräsident Mahmud Abbas verurteilte die Tat scharf. Wenig später wurde auch der Bruder Abu al-Dschadyans in einem weiteren Racheakt der Hamas ermordet, die ihn entführt hatte.